# Edgar Aabye
Edgar Lindenau Aabye (14. září 1865, Helsingør – 30. dubna 1941, Kodaň) byl dánský všestranný sportovec a novinář, olympijský vítěz ve smíšeném družstvu Dánska a Švédska v přetahování lanem na Letních olympijských hrách 1900 v Paříži.

## Životopis
Aabye studoval teologii, později se připravoval na dráhu pastora v pastoračním semináři, zároveň měl osvědčení jako masér. Vyučoval dějepis a zeměpis na střední škole, ale posléze se jako nadšený sportovec vydal na dráhu sportovního novináře pro časopis Politiken. V roce 1892 tu vytváří první sportovní redakci v dánských novinách. Na plný úvazek však zde pracuje až od roku 1896 jako sportovní redaktor. Jako uznávaný sportovní novinář pracoval až do roku 1935. Během 1. světové války byl zaměstnán u ministerstva zahraničních věcí jako cenzor. V roce 1927 vydal knihu Kampen mod Gigten a přispěl do 2. vydání dánského biografického slovníku.
Aabye pěstoval v mládí plavání, veslování a cyklistiku. V roce 1896 vyhrál v kodaňském přístavu dánské mistrovství v plavání na 100 m v.zp. časem 2:05.4 min., vyhrál několik cen i ve veslování za Københavns Roklub a závodil na kole za Dansk Bicykle Club.

## Přetahování lanem na LOH 1900 v Paříži
Do Paříže přijel jako sportovní novinář deníku Politiken. Olympijským vítězem se stal čirou náhodou, protože se nechal přemluvit, aby nahradil zraněného člena dánsko-švédského družstva přetahovačů lanem. Soutěž se uskutečnila 16. července 1900 v Bouloňském lese a měla nepříjemnou dohru. Proti Skandinávcům se postavili Francouzi, kteří v obou kolech prohráli. Do soutěže byli přihlášeni i Američané, kteří se měli utkat s muži ze severu Evropy, ale chtěli pravděpodobně použít obuv se hřeby, po protestech se rozhodli závodit na boso, což jim ovšem také přineslo výhodu a první kolo vyhráli. Ve druhém kole se chopili lana i někteří Američané, kteří do družstva nepatřili, aby pomohli unaveným krajanům, sportovci se mezi sebou málem poprali, zasáhli pořadatelé a Američani byli ze soutěže vyloučeni. Zlato získali Dánové (Edgar Aabye, Eugen Schmidt a Charles Winkler) a Švédové (August Nilsson, Gustaf Söderström a Karl Staaf), stříbro Francouzi, bronzová medaile nebyla udělena.